# Décès en octobre 2022
Décès
- 2018
- 2019
- 2020
- 2021
- 2022
- 2023
- 2024
- 2025
- 2026

Pour une information complémentaire, voir la page d'aide.

| Date              | Nom                                   | Activités                                                                                            | Âge   | Source |
| ----------------- | ------------------------------------- | --- | ----- | ------ |
| 1er octobre       | Marguerite Andersen                   | Romancière, essayiste et poétesse franco-ontarienne.                                                 | 97    |        |
| 1er octobre       | André Bucher                          | Écrivain-paysan français.                                                                            | 76    |        |
| 1er octobre       | Antonio Inoki                         | Catcheur japonais.                                                                                   | 79    | (en)   |
| 1er octobre       | Rosetta Loy                           | Écrivaine italienne.                                                                                 | 91    | (it)   |
| 1er octobre       | David O’Connor                        | Égyptologue australo-américain.                                                                      | 84    | (en)   |
| 2 octobre         | Wolfgang Haken                        | Mathématicien, topologue et professeur d'université allemand.                                        | 94    | (en)   |
| 2 octobre         | Éder Jofre                            | Boxeur brésilien.                                                                                    | 86    | (pt)   |
| 2 octobre         | Douglas Kirkland                      | Photographe de plateau américain.                                                                    | 88    | (en)   |
| 2 octobre         | Robert Leroux                         | Sociologue canadien.                                                                                 | 58    |        |
| 2 octobre         | Sacheen Littlefeather                 | Actrice américaine.                                                                                  | 75    | (en)   |
| 2 octobre         | Jean-Pierre Machelon                  | Juriste, professeur de droit français.                                                               | 77    |        |
| 2 octobre         | Eamonn McCabe                         | Photojournaliste, photographe sportif, portraitiste et éditeur photo britannique.                    | 74    | (en)   |
| 2 octobre         | Mary McCaslin                         | Chanteuse américaine de folk.                                                                        | 75    | (en)   |
| 2 octobre         | Philomena Sahoye-Shury                | Syndicaliste et activiste politique guyanienne.                                                      | 90    | (en)   |
| 2 octobre         | Camille Ziadé                         | Homme politique libanais.                                                                            | 79    |        |
| 3 octobre         | Pierre Ansay                          | Auteur, philosophe et diplomate belge.                                                               | 74    |        |
| 3 octobre         | Aida Ba                               | Joueuse internationale française de rugby à XV.                                                      | 39    |        |
| 3 octobre         | Barbara Ann Brennan                   | Physicienne et autrice américaine.                                                                   | 83    | (en)   |
| 3 octobre         | Simon Hallenbarter                    | Biathlète suisse.                                                                                    | 43    |        |
| 3 octobre         | Ian Robertson Hamilton                | Barrister, homme politique et écrivain britannique.                                                  | 97    | (en)   |
| 3 octobre         | Tiffany Jackson-Jones                 | Basketteuse américaine.                                                                              | 37    | (en)   |
| 3 octobre         | Kim Jung Gi                           | Auteur de bande dessinée et illustrateur sud-coréen.                                                 | 47    |        |
| 3 octobre         | Lise Levitzky                         | Peintre française.                                                                                   | 96    |        |
| 3 octobre         | Jesús del Muro                        | Joueur de football international mexicain.                                                           | 84    | (es)   |
| 3 octobre         | Jesús Quintero                        | Journaliste, écrivain et animateur de télévision espagnol.                                           | 82    | (es)   |
| 3 octobre         | Léonie Sazias                         | Femme politique néerlandaise.                                                                        | 65    | (nl)   |
| 3 octobre         | Nicolas Tikhobrazoff                  | Peintre français.                                                                                    | 76    |        |
| 3 octobre         | Florin Zalomir                        | Escrimeur roumain, médaillé d'argent aux Jeux olympiques d'été de 2012.                              | 41    | (ro)   |
| 4 octobre         | Philippe Ascher                       | Neurobiologiste français.                                                                            | 86    |        |
| 4 octobre         | Dave Dryden                           | Joueur canadien de hockey sur glace.                                                                 | 81    | (en)   |
| 4 octobre         | Jean Gallois                          | Musicologue et critique musical français.                                                            | 93    |        |
| 4 octobre         | Günter Lamprecht                      | Acteur allemand.                                                                                     | 92    | (en)   |
| 4 octobre         | Loretta Lynn                          | Chanteuse et compositrice américaine.                                                                | 90    | (en)   |
| 4 octobre         | Gordon Beattie Martin                 | Homme politique canadien.                                                                            | 90    | (en)   |
| 4 octobre         | Peter Robinson                        | Écrivain canadien.                                                                                   | 72    | (en)   |
| 4 octobre         | Lucienne Schmidt-Couttet              | Skieuse alpine française.                                                                            | 95    |        |
| 4 octobre         | Jürgen Sundermann                     | Joueur et entraîneur de football allemand.                                                           | 82    | (de)   |
| 4 octobre         | Adam Walker                           | Joueur britannique de rugby à XIII.                                                                  | 31    | (en)   |
| 5 octobre         | Alejandra González Pino               | Personnalité politique chilienne                                                                     | 54    | (es)   |
| 5 octobre         | Wolfgang Kohlhaase                    | Réalisateur, scénariste et écrivain allemand.                                                        | 91    | (de)   |
| 5 octobre         | Ann-Christine Nyström                 | Chanteuse finlandaise.                                                                               | 78    | (fi)   |
| 6 octobre         | Hans Berger                           | Syndicaliste et homme politique allemand.                                                            | 84    | (de)   |
| 6 octobre         | Noé Jitrik                            | Critique littéraire et écrivain argentin.                                                            | 94    | (es)   |
| 6 octobre         | Jody Miller                           | Chanteuse américaine de country.                                                                     | 80    | (en)   |
| 6 octobre         | Phil Read                             | Pilote de vitesse moto britannique.                                                                  | 83    | (en)   |
| 7 octobre         | Ronnie Cuber                          | Saxophoniste baryton américain de jazz.                                                              | 80    | (en)   |
| 7 octobre         | Michel Herjean                        | Militant syndicaliste français et indépendantiste breton.                                            | 78    |        |
| 7 octobre         | Toshi Ichiyanagi                      | Compositeur japonais.                                                                                | 89    | (en)   |
| 7 octobre         | Susanna Mildonian                     | Harpiste belge.                                                                                      | 82    |        |
| 7 octobre         | William Henry Nieder                  | Athlète américain, champion et médaillé d'argent olympique (1956, 1960).                             | 89    | (en)   |
| 7 octobre         | Tōru Ohno                             | Professeur d'université japonais.                                                                    | 87    | (ja)   |
| 7 octobre         | Austin Stoker                         | Acteur américain.                                                                                    | 92    | (en)   |
| 7 octobre         | Anna Wahlgren                         | Écrivaine suédoise.                                                                                  | 80    | (sv)   |
| 8 octobre         | Martine Allain-Regnault               | Journaliste française.                                                                               | 85    |        |
| 8 octobre         | Brígida Baltar                        | Photographe et artiste multimédia brésilienne.                                                       | 62    | (pt)   |
| 8 octobre         | Gabrielle Beaumont                    | Réalisatrice, productrice de télévision et scénariste britannique.                                   | 80    | (en)   |
| 8 octobre         | Billy Al Bengston                     | Peintre, graveur et sculpteur américain.                                                             | 88    | (en)   |
| 8 octobre         | André Chagnon                         | Homme d'affaires canadien.                                                                           | 94    |        |
| 8 octobre         | Gerben Karstens                       | Coureur cycliste néerlandais, champion aux Jeux olympiques d'été de 1964.                            | 80    | (en)   |
| 8 octobre         | Roger Marigot                         | Joueur de pétanque français.                                                                         | 77    |        |
| 8 octobre         | Esther Peter-Davis                    | Écologiste française.                                                                                | 90    |        |
| 8 octobre         | Meike de Vlas                         | Rameuse néerlandaise.                                                                                | 80    | (nl)   |
| 9 octobre         | Temsüla Ao                            | Poétesse, nouvelliste et ethnographe indienne.                                                       | 75    | (en)   |
| 9 octobre         | Viatcheslav Chtchogoliev              | Grand maître international soviétique de dames.                                                      | 81    | (ru)   |
| 9 octobre         | François Dupont                       | Amiral et sous-marinier français.                                                                    | 74    |        |
| 9 octobre         | Nikki Finke                           | Blogueuse et journaliste américaine.                                                                 | 68    | (en)   |
| 9 octobre         | José da Graça Diogo                   | Homme politique santoméen.                                                                           | 65    | (pt)   |
| 9 octobre         | Bruno Latour                          | Sociologue, anthropologue et philosophe des sciences français.                                       | 75    |        |
| 9 octobre         | Cees Lute                             | Coureur cycliste néerlandais.                                                                        | 81    | (nl)   |
| 9 octobre         | Michel Petit                          | Maître verrier français.                                                                             | 88    |        |
| 9 octobre         | Eileen Ryan                           | Actrice américaine.                                                                                  | 94    | (en)   |
| 9 octobre         | Josep Soler i Sardà                   | Compositeur, écrivain et théoricien de la musique espagnol.                                          | 87    | (ca)   |
| 9 octobre         | Susan Tolsky                          | Actrice américaine.                                                                                  | 79    | (en)   |
| 10 octobre        | Bruno Bagnoud                         | Guide de haute montagne suisse.                                                                      | 87    |        |
| 10 octobre        | Roberto Bisacco                       | Acteur italien.                                                                                      | 83    | (it)   |
| 10 octobre        | Sergio Brighenti                      | Footballeur international italien.                                                                   | 90    | (it)   |
| 10 octobre        | Michael Callan                        | Acteur américain.                                                                                    | 86    | (en)   |
| 10 octobre        | Anita Kerr                            | Chanteuse, compositrice, arrangeuse et productrice musicale américaine.                              | 94    | (en)   |
| 10 octobre        | Viktor Logounov                       | Coureur cycliste soviétique, médaillé d'argent aux Jeux olympiques d'été de 1964.                    | 78    | (ru)   |
| 10 octobre        | Francis Magny                         | Footballeur français.                                                                                | 82    |        |
| 10 octobre        | Joe Roberts                           | Joueur puis entraîneur de basket-ball américain.                                                     | 86    | (en)   |
| 10 octobre        | Allan Wood                            | Nageur australien, double médaillé de bronze aux Jeux olympiques d'été de 1964.                      | 79    | (en)   |
| 10 octobre        | James Edward Wright                   | Historien américain.                                                                                 | 83    | (en)   |
| 10 octobre        | Mulayam Singh Yadav                   | Homme politique indien.                                                                              | 82    | (en)   |
| 11 octobre        | Marion Boyd                           | Femme politique canadienne.                                                                          | 76    | (en)   |
| 11 octobre        | André Brassard                        | Metteur en scène et réalisateur canadien.                                                            | 76    |        |
| 11 octobre        | Beryl Goldwyn                         | Danseuse de ballet britannique.                                                                      | 91    | (en)   |
| 11 octobre        | François Iselin                       | Architecte et écrivain suisse.                                                                       | 82    |        |
| 11 octobre        | Angela Lansbury                       | Actrice britannique naturalisée américaine.                                                          | 96    | (en)   |
| 11 octobre        | Hikaru Matsunaga                      | Juriste et homme politique japonais.                                                                 | 93    | (ja)   |
| 11 octobre        | Jean-Louis Pelletier                  | Avocat français.                                                                                     | 86    |        |
| 12 octobre        | Jacques Cresta                        | Homme politique français.                                                                            | 67    |        |
| 12 octobre        | Lucious Jackson                       | Joueur de basket-ball, champion aux Jeux olympiques d'été de 1964 américain.                         | 80    | (en)   |
| 12 octobre        | Konstantin Landa                      | Joueur et entraîneur d'échecs russe.                                                                 | 50    | (en)   |
| 12 octobre        | François Menant                       | Historien français.                                                                                  | 74    |        |
| 12 octobre        | Ralph Pearson                         | Physico-chimiste inorganique américain.                                                              | 103   | (en)   |
| 12 octobre        | Osmo Pekonen                          | Docteur en histoire des sciences, mathématicien, historien et écrivain finlandais.                   | 62    | (fi)   |
| 13 octobre        | Gaston Gross                          | Grammairien français.                                                                                | 83    |        |
| 13 octobre        | Andreï Kaliada                        | Critique littéraire de théâtre et enseignant soviétique puis biélorusse.                             | 82    | (ru)   |
| 13 octobre        | Verckys Kiamuangana Mateta            | Compositeur, musicien et chef d'orchestre congolais.                                                 | 78    |        |
| 13 octobre        | James McDivitt                        | Astronaute américain.                                                                                | 93    | (en)   |
| 13 octobre        | Halvor Næs                            | Sauteur à ski norvégien.                                                                             | 94    | (nn)   |
| 13 octobre        | Dagmar Rom                            | Skieuse alpine autrichienne, médaillée d'argent aux Jeux olympiques d'hiver de 1952.                 | 94    | (en)   |
| 13 octobre        | Bruce Sutter                          | Joueur de baseball américain.                                                                        | 69    | (en)   |
| 13 octobre        | Stávros Saráfis                       | Joueur de football international grec.                                                               | 72    | (el)   |
| 14 octobre        | Raymond Argentin                      | Céiste de course en ligne français.                                                                  | 97    |        |
| 14 octobre        | Robbie Coltrane                       | Acteur britannique.                                                                                  | 72    |        |
| 14 octobre        | Étienne Gaboury                       | Architecte canadien.                                                                                 | 92    |        |
| 14 octobre        | Colette Kreder                        | Entrepreneuse et féministe française.                                                                | 88    |        |
| 14 octobre        | Stano Kropilák                        | Joueur tchécoslovaque de basket-ball.                                                                | 67    | (en)   |
| 14 octobre        | Mariana Nicolesco                     | Soprano roumaine.                                                                                    | 73    | (ro)   |
| 14 octobre        | Aléxandros Nikolaïdis                 | Taekwondoïste grec, double médaillé d'argent olympique (2004, 2008).                                 | 42    | (en)   |
| 14 octobre        | Kay Parker                            | Actrice britannique de cinéma pornographique.                                                        | 78    | (en)   |
| 14 octobre        | André Spénard                         | Homme politique canadien.                                                                            | 72    |        |
| 14 octobre        | Ted White                             | Acteur américain.                                                                                    | 96    |        |
| 14 octobre        | Ralf Wolter                           | Acteur allemand.                                                                                     | 95    |        |
| 15 octobre        | Michael Benjamin                      | Artiste, chanteur et guitariste haïtien.                                                             | 41    |        |
| 15 octobre        | Khadija El Bidaouia                   | Chanteuse marocaine.                                                                                 | 69    |        |
| 15 octobre        | Abou al-Hassan al-Hachimi al-Qourachi | djihadiste irakien                                                                                   | ?     |        |
| 15 octobre        | Simon Roy                             | Écrivain canadien.                                                                                   | 54    |        |
| 16 octobre        | Joyce Aylard                          | Cryptoanalyste, informaticienne et enseignante britannique.                                          | 96/97 | (en)   |
| 16 octobre        | Benjamin Civiletti                    | Avocat et homme politique américain.                                                                 | 87    | (en)   |
| 16 octobre        | Géraud de Geouffre de La Pradelle     | Juriste et professeur des universités français.                                                      | 87    |        |
| 16 octobre        | Ian Whittaker                         | Acteur et chef décorateur britannique.                                                               | 94    | (en)   |
| 16 octobre        | Lodewijk van den Berg                 | Astronaute néerlandais naturalisé américain.                                                         | 90    | (en)   |
| 17 octobre        | Hervé Algalarrondo                    | Journaliste, écrivain et essayiste français.                                                         | 72    |        |
| 17 octobre        | Claudio Biern Boyd                    | Producteur de télévision et homme d'affaires espagnol.                                               | 81    | (en)   |
| 17 octobre        | Jagoda Buić                           | Artiste textile croate.                                                                              | 92    | (hr)   |
| 17 octobre        | Carmen Callil                         | Éditrice, écrivaine et critique australienne.                                                        | 84    | (en)   |
| 17 octobre        | René Ostertag                         | Coureur cycliste français.                                                                           | 96    |        |
| 17 octobre        | Michael Ponti                         | Pianiste et concertiste américain.                                                                   | 84    | (en)   |
| 17 octobre        | Claude Saunier                        | Homme politique français.                                                                            | 79    |        |
| 17 octobre        | Younoussi Touré                       | Homme d'État malien.                                                                                 | 80    |        |
| 18 octobre        | Clerence Chyntia Audry                | Actrice indonésienne.                                                                                | 28    | (id)   |
| 18 octobre        | Guy Avanzini                          | Professeur d'université et pédagogue français.                                                       | 93    |        |
| 18 octobre        | Jean-Pierre Betton                    | Footballeur français.                                                                                | 76    |        |
| 18 octobre        | Charles Duncan, Jr.                   | Homme politique américain.                                                                           | 96    | (en)   |
| 18 octobre        | Ole Ellefsæter                        | Fondeur norvégien, double champion aux Jeux olympiques d'hiver de 1968.                              | 83    | (no)   |
| 18 octobre        | Robert Entéric                        | Kayakiste français.                                                                                  | 93    |        |
| 18 octobre        | Tess Garry                            | Journaliste haïtien.                                                                                 | ?     |        |
| 18 octobre        | Robert Gordon                         | Chanteur américain.                                                                                  | 75    | (en)   |
| 18 octobre        | Patrick Kéchichian                    | Journaliste, écrivain et critique littéraire français.                                               | 71    |        |
| 18 octobre        | Henri Le Breton                       | Homme politique français.                                                                            | 94    |        |
| 18 octobre        | Tom Maddox                            | Écrivain de science-fiction américain.                                                               | 77    | (en)   |
| 18 octobre        | John Paul Meier                       | Prêtre catholique américain.                                                                         | 80    | (en)   |
| 18 octobre        | Jean Teulé                            | Romancier et auteur de bande dessinée français.                                                      | 69    |        |
| 19 octobre        | Omar Borrás                           | Footballeur et entraîneur uruguayen.                                                                 | 93    | (es)   |
| 19 octobre        | Jacques Brault                        | Poète, dramaturge et romancier canadien.                                                             | 89    |        |
| 19 octobre        | Francisco Capel                       | Joueur de basket-ball espagnol.                                                                      | 88    | (es)   |
| 19 octobre        | Nicole Catala                         | Professeur de droit et femme politique française.                                                    | 86    |        |
| 19 octobre        | Jean-Luc Donnet                       | Psychiatre et psychanalyste français.                                                                | 90    |        |
| 19 octobre        | Dave Herman                           | Joueur américain de football américain.                                                              | 81    | (en)   |
| 19 octobre        | Lucienne Legrand                      | Actrice française.                                                                                   | 102   |        |
| 19 octobre        | Dina Merhav                           | Sculptrice israélienne.                                                                              | 86    | (he)   |
| 19 octobre        | Charley Trippi                        | Joueur américain de football américain.                                                              | 100   | (en)   |
| 19 octobre        | Philip Waruinge                       | Boxeur kényan, médaillé d'argent et de bronze olympique (1968, 1972).                                | 77    | (en)   |
| 20 octobre        | Luciano Agostiniani                   | Linguiste italien.                                                                                   | 83    | (it)   |
| 20 octobre        | Philippe Aïche                        | Violoniste et chef d'orchestre français.                                                             | 59    |        |
| 20 octobre        | Anton Dontchev                        | Écrivain bulgare.                                                                                    | 92    | (bg)   |
| 20 octobre        | Blanche Lemco                         | Architecte canadienne.                                                                               | 98    | (en)   |
| 20 octobre        | Ron Masak                             | Acteur et producteur de cinéma américain.                                                            | 86    | (en)   |
| 20 octobre        | Charles Melman                        | Psychiatre et psychanalyste français.                                                                | 91    |        |
| 20 octobre        | Jimmy Millar                          | Joueur puis entraîneur de football britannique.                                                      | 87    | (en)   |
| 20 octobre        | David Wonou Oladokoun                 | Universitaire et homme politique togolais.                                                           | 67    |        |
| 20 octobre        | Serge Pasquier                        | Joueur de rugby à XV français.                                                                       | 72    |        |
| 20 octobre        | Kirsten Robsahm                       | Joueuse de tennis norvégienne.                                                                       | 77    | (no)   |
| 20 octobre        | Lucy Simon                            | Compositrice et chanteuse américaine.                                                                | 82    | (en)   |
| 20 octobre        | Louis Kotra Uregei                    | Homme d'affaires, homme politique et syndicaliste français.                                          | 71    |        |
| 21 octobre        | May Blood                             | Femme politique et syndicaliste britannique.                                                         | 84    | (en)   |
| 21 octobre        | Serge Hestroffer                      | Footballeur français.                                                                                | 91    |        |
| 21 octobre        | Masato Kudo                           | Footballeur international japonais.                                                                  | 32    | (en)   |
| 21 octobre        | Luv Resval                            | Rappeur et auteur-compositeur-interprète français.                                                   | 24    |        |
| 21 octobre        | Lori Saint-Martin                     | Romancière, professeure d'université et traductrice canadienne.                                      | 63    |        |
| 21 octobre        | Rainer Schaller                       | Homme d'affaires allemand.                                                                           | 53    | (en)   |
| 21 octobre        | Silvana Suárez                        | Mannequin argentin.                                                                                  | 64    | (es)   |
| 22 octobre        | Claude Chaigneau                      | Peintre français.                                                                                    | 84    |        |
| 22 octobre        | Patrick Dell'Isola                    | Acteur, scénariste et réalisateur français.                                                          | 60    |        |
| 22 octobre        | Leszek Engelking                      | Poète, traducteur, écrivain, essayiste, historien de la littérature et critique littéraire polonais. | 67    | (pl)   |
| 22 octobre        | Rodney Graham                         | Artiste contemporain canadien.                                                                       | 73    | (en)   |
| 22 octobre        | Dietrich Mateschitz                   | Homme d'affaires autrichien.                                                                         | 78    | (de)   |
| 22 octobre        | Marianna Rochal                       | Réalisatrice soviétique, puis russe.                                                                 | 97    | (ru)   |
| 23 octobre        | Libor Pešek                           | Chef d'orchestre tchèque.                                                                            | 89    | (en)   |
| 24 octobre        | Ashton Carter                         | Physicien, auteur et homme politique américain.                                                      | 68    | (en)   |
| 24 octobre        | Leslie Jordan                         | Acteur et dramaturge américain.                                                                      | 67    |        |
| 24 octobre        | Dieter Werkmüller                     | Avocat et universitaire allemand .                                                                   | 85    | (de)   |
| 24 octobre        | Tomasz Wójtowicz                      | Joueur de volleyball polonais, champion aux Jeux olympiques d'été de 1976.                           | 69    | (pl)   |
| 25 octobre        | Jules Bass                            | Producteur, réalisateur et compositeur américain.                                                    | 87    | (en)   |
| 25 octobre        | Othman Battikh                        | Universitaire, religieux et homme politique tunisien.                                                | 81    |        |
| 25 octobre        | Mike Davis                            | Écrivain et historien américain.                                                                     | 76    | (en)   |
| 25 octobre        | Brian Robinson                        | Coureur cycliste britannique.                                                                        | 91    | (en)   |
| 25 octobre        | Pierre Soulages                       | Peintre et graveur français.                                                                         | 102   |        |
| 26 octobre        | Michael Basman                        | Joueur d'échecs britannique.                                                                         | 76    | (en)   |
| 26 octobre        | Arthur Bernard                        | Romancier, historien et essayiste français.                                                          | 82    |        |
| 26 octobre        | Mike Birch                            | Navigateur canadien.                                                                                 | 90    |        |
| 26 octobre        | Semisi Fakahau                        | Homme politique tongien.                                                                             | 74    | (en)   |
| 26 octobre        | Larry Hodgson                         | Jardinier, chroniqueur et animateur de radio canadien.                                               | 67/68 |        |
| 26 octobre        | Lia Origoni                           | Actrice et artiste lyrique italienne.                                                                | 103   | (it)   |
| 26 octobre        | Julie Powell                          | Écrivaine américaine.                                                                                | 49    | (en)   |
| 27 octobre        | Geraldine Hunt                        | Chanteuse américaine.                                                                                | 77    | (en)   |
| 27 octobre        | Maurice Olender                       | Historien français.                                                                                  | 76    |        |
| 27 octobre        | Steve Sesnick                         | Manager américain.                                                                                   | 81    | (en)   |
| 28 octobre        | François Chesnais                     | Économiste français.                                                                                 | 88    |        |
| 28 octobre        | Herman Daly                           | Économiste américain.                                                                                | 84    | (de)   |
| 28 octobre        | Mario Gonzales Benites                | Footballeur puis entraîneur péruvien.                                                                | 85    | (es)   |
| 28 octobre        | Hannah Goslar                         | Écrivaine allemande.                                                                                 | 93    |        |
| 28 octobre        | Jules Hardy                           | Médecin canadien.                                                                                    | 90    |        |
| 28 octobre        | Ian Jack                              | Journaliste britannique.                                                                             | 77    | (en)   |
| 28 octobre        | Eric Jean Baptiste                    | Homme politique et entrepreneur haïtien.                                                             | 52    |        |
| 28 octobre        | Marc Kravetz                          | Grand reporter et journaliste français.                                                              | 80    |        |
| 28 octobre        | Jerry Lee Lewis                       | Chanteur-pianiste américain.                                                                         | 87    |        |
| 28 octobre        | D. H. Peligro                         | Musicien, batteur et guitariste américain.                                                           | 63    | (en)   |
| 29 octobre        | Sonia Andrade                         | artiste plasticienne brésilienne.                                                                    | 87    | (pt)   |
| 29 octobre        | Conrad Landry                         | Enseignant et homme politique canadien.                                                              | 83/84 |        |
| 29 octobre        | Wolfgang Lange                        | Kayakiste allemand de l'Est.                                                                         | 84    | (de)   |
| 29 octobre        | Maurice Ligot                         | Administrateur civil et homme politique français.                                                    | 94    |        |
| 29 octobre        | Daniel Schmutz                        | Homme politique suisse.                                                                              | 79    |        |
| 29 octobre        | Robin Sylvester                       | Musicien et ingénieur du son britannique.                                                            | 71/72 | (en)   |
| 30 octobre        | Jack Diamond                          | Architecte canadien.                                                                                 | 89    | (en)   |
| 30 octobre        | Léandre Dion                          | Apiculteur et homme politique canadien.                                                              | 85    |        |
| 30 octobre        | Martine Djibo                         | Femme politique ivoirienne.                                                                          |       |        |
| 30 octobre        | Serge Dufoulon                        | Sociologue et anthropologue français.                                                                | 66    |        |
| 30 octobre        | Mike Fanning                          | Joueur américain de football américain.                                                              | 69    | (en)   |
| 30 octobre        | René Fatoux                           | Footballeur français.                                                                                | 86    |        |
| 30 octobre        | Rosemarie Köhn                        | Théologienne et pasteur norvégienne.                                                                 | 83    | (no)   |
| 30 octobre        | Donald Hill Perkins                   | Physicien et professeur d'université britannique.                                                    | 97    | (en)   |
| 30 octobre        | Pr Khalil Alio                        | Linguiste et professeur d'université tchadien.                                                       | 71    |        |
| 30 octobre        | Shane Reed                            | Triathlète néo-zélandais.                                                                            | 49    | (en)   |
| 30 octobre        | René Vigliani                         | Arbitre de football français.                                                                        | 93    |        |
| 31 octobre        | Philippe Alexandre                    | Journaliste et écrivain français.                                                                    | 90    |        |
| 31 octobre        | Andrew Prine                          | Acteur américain.                                                                                    | 86    | (en)   |
| 31 octobre        | Keith Taylor                          | Homme politique britannique.                                                                         | 69    | (en)   |
| Date indéterminée | Philip Gudthaykudthay                 | Peintre australien.                                                                                  | 86/87 | (en)   |
| Date indéterminée | Aristídis Rapanákis                   | Skipper grec, médaillé de bronze aux Jeux olympiques d'été de 1980.                                  | 68    | (el)   |
| Date indéterminée | Osamu Watanabe                        | Lutteur de libre japonais, champion olympique aux Jeux olympiques d'été de 1964.                     | 81/82 | (ja)   |